# 揚四世 (奧斯威辛)
揚四世（波蘭語：Jan IV oświęcimski，約1428年—1497年），奧斯威辛公爵，卡齊米日一世的幼子，1434年至1456年在位。
1445年，揚四世與兩位哥哥瓜分了領地：瓦茨瓦夫獲得薩托爾、普熱梅斯瓦夫獲得托謝克，揚四世則獲得奧斯威辛。1456年，揚四世將公國賣給波蘭國王卡齊米日四世。1475年揚四世與米庫拉斯五世的女兒芭芭拉結婚。